# Maximaphilie
Bei der Maximaphilie oder Maximumphilatelie handelt es sich um ein eigenes Sammelgebiet rund um Maximumkarten. Es ist eine Verschmelzung der Sammelgebiete Briefmarke, Ansichtskarte und Poststempel. Die Bezeichnung Maximaphilie ist in Variationen in verschiedenen anderen Sprachen die gebräuchliche Bezeichnung. Das Sammeln von Maximumkarten war schon frühzeitig in Frankreich, Belgien und den Vereinigten Staaten populär, in vielen anderen Ländern fand das Sammelgebiet erst später größere Verbreitung. Es kann nach verschiedenen Kriterien gesammelt werden, z. B. nach Thema, Motiv oder nach Nation. Die Fédération Internationale de Philatélie hat eine eigene Kommission für Maximaphilie.